# Die Prinzen/Diskografie
Diese Diskografie ist eine Übersicht über die musikalischen Werke der deutschen A-cappella- und Popband Die Prinzen und ihrer Pseudonyme wie Herzbuben. Den Quellenangaben zufolge hat sie bisher mehr als fünf Millionen Tonträger verkauft. Ihre erfolgreichste Veröffentlichung ist das Debütalbum Das Leben ist grausam mit über 1,2 Millionen verkauften Einheiten.

## Alben

### Studioalben
| Jahr | Titel Musiklabel                                | Höchstplatzierung, Gesamtwochen, AuszeichnungChartplatzierungen (Jahr, Titel, Musiklabel, Platzierungen, Wochen, Auszeichnungen, Anmerkungen) | Höchstplatzierung, Gesamtwochen, AuszeichnungChartplatzierungen (Jahr, Titel, Musiklabel, Platzierungen, Wochen, Auszeichnungen, Anmerkungen) | Höchstplatzierung, Gesamtwochen, AuszeichnungChartplatzierungen (Jahr, Titel, Musiklabel, Platzierungen, Wochen, Auszeichnungen, Anmerkungen) | Anmerkungen                                                   |
| Jahr | Titel Musiklabel                                | DE | AT | CH | Anmerkungen                                                   |
| ---- | ----------------------------------------------- | --- | --- | --- | ------------------------------------------------------------- |
| 1991 | Das Leben ist grausam Hansa Records (BMG)       | DE5 ×2Doppelplatin · (78 Wo.)DE | AT39 (2 Wo.)AT | CH20 Gold · (13 Wo.)CH | Erstveröffentlichung: 9. September 1991 Verkäufe: + 1.200.000 |
| 1992 | Küssen verboten Hansa Records (BMG)             | DE6 ×3Dreifachgold · (48 Wo.)DE | — | CH21 Gold · (5 Wo.)CH | Erstveröffentlichung: 28. September 1992 Verkäufe: + 800.000  |
| 1993 | Alles nur geklaut Hansa Records (BMG)           | DE4 ×3Dreifachgold · (41 Wo.)DE | AT2 Gold · (16 Wo.)AT | CH13 Gold · (17 Wo.)CH | Erstveröffentlichung: 12. November 1993 Verkäufe: + 900.000   |
| 1995 | Schweine Hansa Records (BMG)                    | DE3 Gold · (37 Wo.)DE | AT6 (15 Wo.)AT | CH22 (12 Wo.)CH | Erstveröffentlichung: 24. April 1995 Verkäufe: + 500.000      |
| 1996 | Alles mit’m Mund Hansa Records (BMG)            | DE25 (10 Wo.)DE | — | — | Erstveröffentlichung: 21. Oktober 1996                        |
| 1999 | So viel Spaß für wenig Geld Hansa Records (BMG) | DE9 (17 Wo.)DE | — | — | Erstveröffentlichung: 10. Mai 1999                            |
| 2001 | D Hansa Records (BMG)                           | DE13 (20 Wo.)DE | AT50 (6 Wo.)AT | — | Erstveröffentlichung: 1. Oktober 2001                         |
| 2003 | Monarchie in Germany Hansa Records (BMG)        | DE17 (8 Wo.)DE | — | — | Erstveröffentlichung: 17. März 2003                           |
| 2004 | HardChor Hansa Records (BMG)                    | DE61 (4 Wo.)DE | — | — | Erstveröffentlichung: 22. November 2004                       |
| 2008 | Die neuen Männer Ariola (Sony BMG)              | DE42 (4 Wo.)DE | — | — | Erstveröffentlichung: 3. Oktober 2008                         |
| 2015 | Familienalbum RCA Records (Sony)                | DE9 (8 Wo.)DE | AT52 (2 Wo.)AT | CH52 (2 Wo.)CH | Erstveröffentlichung: 29. Mai 2015                            |
| 2021 | Krone der Schöpfung Warner Music (Warner)       | DE2 (13 Wo.)DE | AT10 (2 Wo.)AT | CH16 (6 Wo.)CH | Erstveröffentlichung: 28. Mai 2021                            |

### Livealben
| Jahr | Titel Musiklabel                              | Höchstplatzierung, Gesamtwochen, AuszeichnungChartplatzierungen (Jahr, Titel, Musiklabel, Platzierungen, Wochen, Auszeichnungen, Anmerkungen) | Höchstplatzierung, Gesamtwochen, AuszeichnungChartplatzierungen (Jahr, Titel, Musiklabel, Platzierungen, Wochen, Auszeichnungen, Anmerkungen) | Höchstplatzierung, Gesamtwochen, AuszeichnungChartplatzierungen (Jahr, Titel, Musiklabel, Platzierungen, Wochen, Auszeichnungen, Anmerkungen) | Anmerkungen                                               |
| Jahr | Titel Musiklabel                              | DE | AT | CH | Anmerkungen                                               |
| ---- | --------------------------------------------- | --- | --- | --- | --------------------------------------------------------- |
| 2006 | Akustisch Live Ariola (Sony BMG)              | DE28 (5 Wo.)DE | — | — | Erstveröffentlichung: 6. Januar 2006                      |
| 2007 | Orchestral – Live in Berlin Ariola (Sony BMG) | — | — | — | Erstveröffentlichung: 30. März 2007                       |
| 2015 | Eine Nacht in der Oper RCA Records (Sony)     | DE39 (2 Wo.)DE | — | CH*CH | Erstveröffentlichung: 16. Oktober 2015 * siehe Videoalbum |

### Kompilationen
| Jahr | Titel Musiklabel                                      | Höchstplatzierung, Gesamtwochen, AuszeichnungChartplatzierungen (Jahr, Titel, Musiklabel, Platzierungen, Wochen, Auszeichnungen, Anmerkungen) | Höchstplatzierung, Gesamtwochen, AuszeichnungChartplatzierungen (Jahr, Titel, Musiklabel, Platzierungen, Wochen, Auszeichnungen, Anmerkungen) | Höchstplatzierung, Gesamtwochen, AuszeichnungChartplatzierungen (Jahr, Titel, Musiklabel, Platzierungen, Wochen, Auszeichnungen, Anmerkungen) | Anmerkungen                             |
| Jahr | Titel Musiklabel                                      | DE | AT | CH | Anmerkungen                             |
| ---- | ----------------------------------------------------- | --- | --- | --- | --------------------------------------- |
| 1997 | Ganz oben: Hits MCMXCI – MCMXCVII Hansa Records (BMG) | DE23 (11 Wo.)DE | — | — | Erstveröffentlichung: 10. November 1997 |
| 2010 | Es war nicht alles schlecht Ariola (Sony)             | DE69 (3 Wo.)DE | — | — | Erstveröffentlichung: 19. November 2010 |

### Weihnachtsalben
| Jahr | Titel Musiklabel               | Höchstplatzierung, Gesamtwochen, AuszeichnungChartplatzierungen (Jahr, Titel, Musiklabel, Platzierungen, Wochen, Auszeichnungen, Anmerkungen) | Höchstplatzierung, Gesamtwochen, AuszeichnungChartplatzierungen (Jahr, Titel, Musiklabel, Platzierungen, Wochen, Auszeichnungen, Anmerkungen) | Höchstplatzierung, Gesamtwochen, AuszeichnungChartplatzierungen (Jahr, Titel, Musiklabel, Platzierungen, Wochen, Auszeichnungen, Anmerkungen) | Anmerkungen                             |
| Jahr | Titel Musiklabel               | DE | AT | CH | Anmerkungen                             |
| ---- | ------------------------------ | --- | --- | --- | --------------------------------------- |
| 1999 | Festplatte Hansa Records (BMG) | DE88 (3 Wo.)DE | — | — | Erstveröffentlichung: 15. November 1999 |

## Singles

### Als Leadmusiker
| Jahr | Titel Album                                              | Höchstplatzierung, Gesamtwochen, AuszeichnungChartplatzierungen (Jahr, Titel, Album, Platzierungen, Wochen, Auszeichnungen, Anmerkungen) | Höchstplatzierung, Gesamtwochen, AuszeichnungChartplatzierungen (Jahr, Titel, Album, Platzierungen, Wochen, Auszeichnungen, Anmerkungen) | Höchstplatzierung, Gesamtwochen, AuszeichnungChartplatzierungen (Jahr, Titel, Album, Platzierungen, Wochen, Auszeichnungen, Anmerkungen) | Anmerkungen                                                                                    |
| Jahr | Titel Album                                              | DE | AT | CH | Anmerkungen                                                                                    |
| ---- | -------------------------------------------------------- | --- | --- | --- | ---------------------------------------------------------------------------------------------- |
| 1991 | Gabi und Klaus Das Leben ist grausam                     | DE24 (16 Wo.)DE | — | CH9 (11 Wo.)CH | Erstveröffentlichung: 1991 Neuauflage: 23. April 2021; mit Mine                                |
| 1991 | Millionär Das Leben ist grausam                          | DE36 (16 Wo.)DE | AT29 (4 Wo.)AT | CH11 (12 Wo.)CH | Erstveröffentlichung: 1991 Neuauflage: 14. Mai 2021; mit Eko Fresh & MoTrip                    |
| 1991 | Mann im Mond Das Leben ist grausam                       | DE30 (17 Wo.)DE | — | — | Erstveröffentlichung: 1991                                                                     |
| 1992 | Mein Fahrrad Das Leben ist grausam                       | DE68 (9 Wo.)DE | — | — | Erstveröffentlichung: 1992                                                                     |
| 1992 | Küssen verboten                                          | DE17 (23 Wo.)DE | — | — | Erstveröffentlichung: 1992                                                                     |
| 1992 | Bombe Küssen verboten                                    | — | — | — | Erstveröffentlichung: 1992                                                                     |
| 1993 | 1x / Vergammelte Speisen Küssen verboten                 | — | — | — | Erstveröffentlichung: 1993                                                                     |
| 1993 | Alles nur geklaut                                        | DE4 Platin · (27 Wo.)DE | AT3 Gold · (12 Wo.)AT | CH26 (10 Wo.)CH | Erstveröffentlichung: 1993 Neuauflage: 26. Februar 2021; mit Deine Freunde Verkäufe: + 625.000 |
| 1993 | Überall Alles nur geklaut                                | DE63 (11 Wo.)DE | — | — | Erstveröffentlichung: 1993                                                                     |
| 1993 | Du spinnst doch Alles nur geklaut                        | — | — | — | Erstveröffentlichung: 1993                                                                     |
| 1994 | Was soll ich ihr schenken? Alles nur geklaut             | — | — | — | Erstveröffentlichung: 1994                                                                     |
| 1995 | (Du musst ein) Schwein sein Schweine                     | DE8 Gold · (22 Wo.)DE | AT13 (12 Wo.)AT | CH26 (10 Wo.)CH | Erstveröffentlichung: 1995 Verkäufe: + 250.000                                                 |
| 1995 | Ich will ein Baby Schweine                               | — | — | — | Erstveröffentlichung: 1995                                                                     |
| 1996 | Alles mit’m Mund                                         | DE96 (1 Wo.)DE | — | — | Erstveröffentlichung: 16. September 1996                                                       |
| 1997 | Hose runter Alles mit’m Mund                             | — | — | — | Erstveröffentlichung: 20. Januar 1997                                                          |
| 1997 | Heute ha-ha-habe ich Geburtstag Alles mit’m Mund         | — | — | — | Erstveröffentlichung: 21. April 1997                                                           |
| 1997 | Ganz oben Ganz oben: Hits MCMXCI – MCMXCVII              | DE82 (6 Wo.)DE | — | — | Erstveröffentlichung: 27. Oktober 1997 feat. Thomanerchor Leipzig                              |
| 1997 | Junimond Ganz oben: Hits MCMXCI – MCMXCVII               | — | — | — | Erstveröffentlichung: 27. Oktober 1997 Original: Rio Reiser                                    |
| 1999 | So viel Spass für wenig Geld So viel Spaß für wenig Geld | DE68 (9 Wo.)DE | — | — | Erstveröffentlichung: 26. April 1999                                                           |
| 1999 | Sie will mich So viel Spaß für wenig Geld                | — | — | — | Erstveröffentlichung: 1999                                                                     |
| 2001 | Deutschland D                                            | DE15 Gold · (27 Wo.)DE | AT10 (20 Wo.)AT | — | Erstveröffentlichung: 27. August 2001 Verkäufe: + 250.000                                      |
| 2001 | Popmusik D                                               | — | — | — | Erstveröffentlichung: 3. Dezember 2001                                                         |
| 2002 | Hier sind wir D                                          | — | — | — | Erstveröffentlichung: 18. März 2002                                                            |
| 2002 | Olli Kahn –                                              | DE32 (10 Wo.)DE | — | — | Erstveröffentlichung: 27. Mai 2002                                                             |
| 2003 | Chronisch Pleite Monarchie in Germany                    | DE56 (5 Wo.)DE | — | — | Erstveröffentlichung: 10. Februar 2003                                                         |
| 2004 | Unsicherheit macht sich breit HardChor                   | DE77 (4 Wo.)DE | — | — | Erstveröffentlichung: 15. November 2004                                                        |
| 2008 | Frauen sind die neuen Männer Die neuen Männer            | DE64 (6 Wo.)DE | — | — | Erstveröffentlichung: 5. September 2008                                                        |
| 2009 | Be Cool, Speak deutsch Die neuen Männer                  | DE100 (1 Wo.)DE | — | — | Erstveröffentlichung: 6. Februar 2009                                                          |
| 2021 | Dürfen darf man alles Krone der Schöpfung                | — | — | — | Erstveröffentlichung: 29. Januar 2021                                                          |
| 2021 | Krone der Schöpfung                                      | — | — | — | Erstveröffentlichung: 26. März 2021                                                            |
| 2021 | Geliebte Zukunft Krone der Schöpfung                     | — | — | — | Erstveröffentlichung: 21. Mai 2021                                                             |

### Als Gastmusiker
| Jahr | Titel Album                    | Höchstplatzierung, Gesamtwochen, AuszeichnungChartplatzierungen (Jahr, Titel, Album, Platzierungen, Wochen, Auszeichnungen, Anmerkungen) | Höchstplatzierung, Gesamtwochen, AuszeichnungChartplatzierungen (Jahr, Titel, Album, Platzierungen, Wochen, Auszeichnungen, Anmerkungen) | Höchstplatzierung, Gesamtwochen, AuszeichnungChartplatzierungen (Jahr, Titel, Album, Platzierungen, Wochen, Auszeichnungen, Anmerkungen) | Anmerkungen                                                                                             |
| Jahr | Titel Album                    | DE | AT | CH | Anmerkungen                                                                                             |
| ---- | ------------------------------ | --- | --- | --- | --- |
| 2006 | Won’t Forget These Days 2006 – | DE48 (7 Wo.)DE | — | — | Erstveröffentlichung: 9. Juni 2006 als Teil von Music Team Germany Original: Fury in the Slaughterhouse |

## Videoalben und Musikvideos

### Videoalben
| Jahr | Titel Musiklabel                                | Höchstplatzierung, Gesamtwochen, AuszeichnungChartplatzierungen (Jahr, Titel, Musiklabel, Platzierungen, Wochen, Auszeichnungen, Anmerkungen) | Höchstplatzierung, Gesamtwochen, AuszeichnungChartplatzierungen (Jahr, Titel, Musiklabel, Platzierungen, Wochen, Auszeichnungen, Anmerkungen) | Höchstplatzierung, Gesamtwochen, AuszeichnungChartplatzierungen (Jahr, Titel, Musiklabel, Platzierungen, Wochen, Auszeichnungen, Anmerkungen) | Anmerkungen                                              |
| Jahr | Titel Musiklabel                                | DE | AT | CH | Anmerkungen                                              |
| ---- | ----------------------------------------------- | --- | --- | --- | -------------------------------------------------------- |
| 2001 | 10 Jahre Popmusik 1991–2001 Hansa Records (BMG) | — | — | — | Erstveröffentlichung: 2001                               |
| 2006 | Akustisch Live Ariola (Sony BMG)                | DE*DE | — | — | Erstveröffentlichung: 6. Januar 2006 * siehe Livealbum   |
| 2007 | Orchestral – Live in Berlin Ariola (Sony BMG)   | — | — | — | Erstveröffentlichung: 30. März 2007                      |
| 2015 | Eine Nacht in der Oper RCA Records (Sony)       | DE*DE | — | CH10 (1 Wo.)CH | Erstveröffentlichung: 16. Oktober 2015 * siehe Livealbum |

### Musikvideos
| Jahr | Titel                           | Regisseur(e)                   |
| ---- | ------------------------------- | ------------------------------ |
| 1991 | Gabi und Klaus                  |                                |
| 1991 | Millionär                       |                                |
| 1992 | Mann im Mond                    |                                |
| 1992 | Mein Fahrrad                    |                                |
| 1992 | Küssen verboten                 |                                |
| 1992 | Bombe                           |                                |
| 1992 | Wer ist der Typ                 |                                |
| 1993 | Alles nur geklaut               |                                |
| 1994 | Überall                         | Andy Knight                    |
| 1994 | Du spinnst doch                 | Rudi Dolezal, Hannes Rossacher |
| 1995 | (Du musst ein) Schwein sein     | Rudi Dolezal, Hannes Rossacher |
| 1995 | Ich will ein Baby               |                                |
| 1996 | Alles mit’m Mund                | Stefan Ruzowitzky              |
| 1996 | Heute ha-ha-habe ich Geburtstag |                                |
| 1997 | Hose runter                     |                                |
| 1997 | Ganz oben                       |                                |
| 1999 | So viel Spass für wenig Geld    |                                |
| 2001 | Deutschland                     |                                |
| 2001 | Popmusik                        |                                |
| 2002 | Olli Kahn                       |                                |
| 2003 | Chronisch Pleite                | Christoph Bauer                |
| 2004 | Unsicherheit macht sich breit   |                                |
| 2006 | Won’t Forget These Days 2006    |                                |
| 2008 | Frauen sind die neuen Männer    | Sascha Kramer                  |
| 2008 | Nie wieder Liebeslieder         | Erik Lattwein                  |
| 2009 | Be Cool, Speak deutsch          | Erik Lattwein                  |
| 2010 | Es war nicht alles schlecht     | Vinzent Kutsche                |
| 2015 | Er steht im Regen               |                                |
| 2021 | Dürfen darf man alles           | Roman Schaible                 |
| 2021 | Alles nur geklaut 2021          | Sven Haeusler                  |
| 2021 | Die Krone der Schöpfung         | Dorfmeyster                    |

## Sonderveröffentlichungen
| Jahr | Titel Album                                                  | Anmerkungen                                                                                              |
| ---- | ------------------------------------------------------------ | --- |
| 1992 | Körper Panik-Panther                                         | Erstveröffentlichung: 28. September 1992 Udo Lindenberg feat. Die Prinzen                                |
| 1997 | Love Is the Key Friends for Life                             | Erstveröffentlichung: 1997 Montserrat Caballé feat. Die Prinzen                                          |
| 2002 | Irgendwo auf der Welt Atlantic Affairs                       | Erstveröffentlichung: 27. Mai 2002 Udo Lindenberg feat. Die Prinzen; Original: Werner Richard Heymann    |
| 2006 | Won’t Forget These Days 2006 –                               | Erstveröffentlichung: 9. Juni 2006 als Teil von Music Team Germany; Original: Fury in the Slaughterhouse |
| 2007 | Mein innerer Schweinehund Das optimale Leben                 | Erstveröffentlichung: 31. August 2007 Annett Louisan feat. Die Prinzen                                   |
| 2013 | Keep Smiling Café Größenwahn                                 | Erstveröffentlichung: 1. Oktober 2013 Die Zöllner feat. Die Prinzen                                      |
| 2014 | Der schönste Junge D.D.R. – Dietrichs Demokratische Republik | Erstveröffentlichung: 26. September 2014 Bürger Lars Dietrich feat. Herzbuben                            |
| 2015 | Einmal um die Welt (Unplugged) MTV Unplugged: Cro            | Erstveröffentlichung: 3. Juli 2015 Cro feat. Die Prinzen                                                 |
| 2015 | Millionär (Unplugged) MTV Unplugged: Cro                     | Erstveröffentlichung: 3. Juli 2015 Cro feat. Die Prinzen                                                 |

| Jahr | Titel Album                                                            | Anmerkungen                            |
| ---- | ---------------------------------------------------------------------- | -------------------------------------- |
| 1998 | Flatsch, der Frosch Rolf Zuckowski präsentiert: Tiere brauchen Freunde | Erstveröffentlichung: 30. Oktober 1998 |

## Promoveröffentlichungen
| Jahr | Titel Album                                   | Anmerkungen                         |
| ---- | --------------------------------------------- | ----------------------------------- |
| 1999 | 1000 liebe Worte So viel Spaß für wenig Geld  | Erstveröffentlichung: 1999          |
| 2003 | Ich schenk dir die Welt Monarchie in Germany  | Erstveröffentlichung: 2003          |
| 2003 | Tiere sind zum Essen da! Monarchie in Germany | Erstveröffentlichung: 2003          |
| 2008 | Nie wieder Liebeslieder Die neuen Männer      | Erstveröffentlichung: 2008          |
| 2015 | Er steht im Regen Familienalbum               | Erstveröffentlichung: 22. Mai 2015  |
| 2015 | Unsre besten Zeiten Familienalbum             | Erstveröffentlichung: 31. Juli 2015 |

## Statistik

### Chartauswertung
|                     | DE     | AT    | CH    |
| ------------------- | ------ | ----- | ----- |
| Nummer-eins-Alben   | DE—DE  | AT—AT | CH—CH |
| Top-10-Alben        | DE7DE  | AT3AT | CH—CH |
| Alben in den Charts | DE17DE | AT6AT | CH6CH |

|                       | DE     | AT    | CH    |
| --------------------- | ------ | ----- | ----- |
| Nummer-eins-Singles   | DE—DE  | AT—AT | CH—CH |
| Top-10-Singles        | DE2DE  | AT2AT | CH1CH |
| Singles in den Charts | DE18DE | AT4AT | CH4CH |

|                          | DE    | AT    | CH    |
| ------------------------ | ----- | ----- | ----- |
| Nummer-eins-Videoalben   | DE—DE | AT—AT | CH—CH |
| Top-10-Videoalben        | DE—DE | AT—AT | CH1CH |
| Videoalben in den Charts | DE—DE | AT—AT | CH1CH |

### Auszeichnungen für Musikverkäufe
Anmerkung: Auszeichnungen in Ländern aus den Charttabellen bzw. Chartboxen sind in ebendiesen zu finden.
| Land/RegionAuszeichnungen für Musikverkäufe (Land/Region, Auszeichnungen, Verkäufe, Quellen) | Gold       | Platin     | Verkäufe  | Quellen           |
| -------------------------------------------------------------------------------------------- | ---------- | ---------- | --------- | ----------------- |
| Deutschland (BVMI)                                                                           | 5× Gold5   | 5× Platin5 | 3.850.000 | musikindustrie.de |
| Österreich (IFPI)                                                                            | 2× Gold2   | —          | 50.000    | ifpi.at           |
| Schweiz (IFPI)                                                                               | 3× Gold3   | —          | 75.000    | hitparade.ch      |
| Insgesamt                                                                                    | 10× Gold10 | 5× Platin5 |           |                   |